# Morena Spanu
Morena Spanu (Venaria Reale, 23 luglio 1992) è una calciatrice italiana, attaccante attualmente svincolata.

## Carriera

### Club
Morena Spanu cresce calcisticamente nelle formazioni giovanili del il Torino, passando dalle Esordienti alla squadra che gioca il Campionato Primavera di categoria.
Le prestazioni offerte nei tornei giovanili convincono la società ad inserirla nella rosa della formazione titolare allenata da Giorgio Tonino come riserva del reparto offensivo. Spanu fa il suo esordio in Serie A durante la stagione 2008-2009 alla 14ª giornata di campionato, nella partita giocata in casa il 22 febbraio 2009 e vinta sulla Torres, incontro terminato per 4-2, sostituendo al 90' Simona Sodini autrice della quadripletta granata. Per la sua prima rete in Serie A deve aspettare la stagione successiva, il 6 febbraio 2010 alla 12ª giornata, gol decisivo che permette all'86' raggiungere sul 4-4 l'incontro con la Reggiana.
Col il Torino rimane quattro campionati di Serie A, fino al termine della stagione 2011-2012.
Durante il calciomercato estivo 2013 trova un accordo con il Luserna che, nell'ambito di un rafforzamento del proprio organico al fine di puntare alla promozione, le assicura un posto da titolare nel reparto offensivo dalla stagione 2013-2014. Al primo campionato con la nuova maglia contribuisce a far giocare alla squadra un campionato di vertice, rimanendo in prima posizione per gran parte del girone di ritorno fino alla penultima giornata, vedendo sfumare la promozione per il superamento del Cuneo San Rocco il 4 maggio 2014, alla tredicesima ed ultima giornata di ritorno, nella partita vinta dalle biancorosse in casa per 1 a 0. L'appuntamento è rimandato alla sola stagione 2014-2015, dove grazie alle sue 17 reti siglate su 25 presenze, seconda migliore realizzatrice del club a pari merito con Raffaella Barbieri e dietro a Erika Moretti (27 reti), al suo termine raggiunge il primo posto e la storica promozione della squadra di Luserna San Giovanni.
Spanu inizia il campionato giocando con il Luserna anche la stagione entrante, tuttavia durante il calciomercato invernale la società svincola l'atleta che si congeda con ulteriori 4 presenze su 8 incontri e una rete segnata. Il 10 febbraio 2016 ha firmato un contratto con il Cuneo, esordendo quattro giorni dopo in campionato nella partita casalinga vinta contro il Molassana Boero. La squadra, iscritta nel girone C, grazie alla maggior caratura tecnica dell'organico riesce a conquistare posizioni di vertice già nella prima parte del campionato impensierito solo dal Castelfranco, confermando il risultato a fine stagione conquistando la prima posizione imbattuto a 58 punti, uno in più delle rivali del Castelfranco secondo classificato, e riconquistando la promozione in Serie A dopo un solo anno.
Al ritorno in Serie A, la squadra si mantiene stabile al settimo posto dalla sesta all'ultima giornata, conquistando al termine del campionato la matematica salvezza ed evitando i play-out con il Chieti grazie alla differenza superiore a 7 punti come previsto dal regolamento. Spanu da comunque un apporto limitato alla prestazione, giocando le sole prime due partite di campionato.
Con la decisione presa nell'estate 2017 dalla dirigenza del Cuneo nel cedere il titolo sportivo alla Juventus, la società svincola tutte le loro tesserate.

## Palmarès
- Campionato italiano di Serie B: 2

Luserna: 2014-2015
Cuneo: 2015-2016

### Trofei Giovanili
- Campionato Primavera: 1

Torino: 2006-2007